# Atherigona semilunari
Atherigona semilunari är en tvåvingeart som beskrevs av Preeti Srivastava 1985. Atherigona semilunari ingår i släktet Atherigona och familjen husflugor. Inga underarter finns listade i Catalogue of Life.